# Pasilobus mammatus
Pasilobus mammatus är en spindelart som beskrevs av Pocock 1898. Pasilobus mammatus ingår i släktet Pasilobus och familjen hjulspindlar. Inga underarter finns listade i Catalogue of Life.